# Буфтя
Буфтя (на румънски: Buftea) е град в окръг Илфов, южна Румъния. Населението му е 22 178 души (по данни от преброяването от 2011 г.).
Разположен е на 110 m надморска височина в Долнодунавската равнина, на 19 km северозападно от центъра на град Букурещ. Селището е основано през 1577 година от войводата Александру II Мирча, а сегашното си име носи от 1752 година. През март 1918 година в града е подписан предварителния договор, с който Румъния излиза от Първата световна война.